# Parque nacional Kosciuszko
El Parque nacional Kosciuszko (en inglés: Kosciuszko National Park, pronunciado /ˌkɒziˈʌskoʊ/) es un parque nacional en Nueva Gales del Sur (Australia), ubicado a 354 km al suroeste de Sídney. Su nombre proviene del Monte Kosciuszko, ubicado dentro del parque, bautizado así en honor al héroe polaco Tadeusz Kościuszko.
EL parque tiene un clima alpino y flora alpina, lo cual es poco frecuente en Australia. El paisaje cercano al Monte Kosciuszko se formó por los antiguos glaciares que dejaron caminos de piedra  (moraines) y lagos (tarns). Los lagos glaciales son: El lago Cootapatamba, el lago Albina, el lago Club, El lago Azul, y el lago Hedley.
El río Snowy se origina en el parque, fluyendo hacia el sur de Victoria. Hay grandes instalaciones hidroeléctricas en el parque que incluyen túneles y diques.
Dentro del parque se encuentran las instalaciones de esquí en Thredbo, Perisher Blue y en el Paso Charlotte, también está Cabramurra, el pueblo más alto de Australia. En los alrededores del parque están las ciudades de Cooma y Jindabyne.
Durante el siglo XIX se explotaron minas de oro en las altas planicies cerca de Kiandra.
El parque es contiguo al parque nacional Alpino en Victoria por el sur, y al parque nacional Namadgi en el Territorio de la capital australiana al este.